# Harry H. Dale

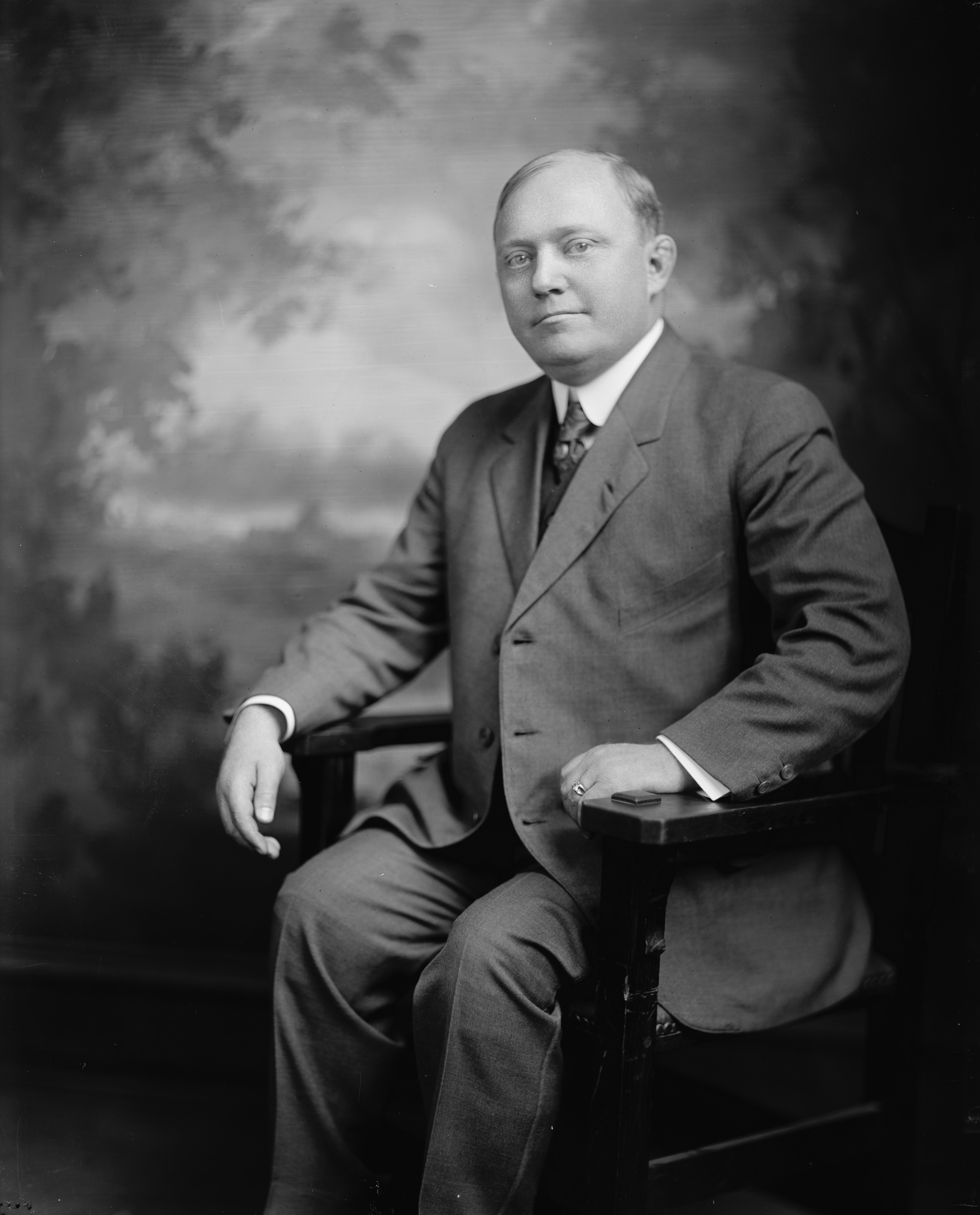
Harry H. Dale

Harry Howard Dale (* 3. Dezember 1868 in New York City; † 17. November 1935 in Bellmore, New York) war ein US-amerikanischer Jurist und Politiker. Zwischen 1913 und 1919 vertrat er den Bundesstaat New York im US-Repräsentantenhaus.

## Werdegang
Harry Howard Dale wurde ungefähr drei Jahre nach dem Ende des Bürgerkrieges in New York City geboren. Seine Familie zog in die damals noch eigenständige Stadt Brooklyn. Er besuchte dort öffentliche Schulen und die New York Law School. Seine Zulassung als Anwalt erhielt er am 14. Mai 1891 und begann dann in Brooklyn zu praktizieren. Zwischen 1899 und 1904 saß er in der New York State Assembly. Er war in den Jahren 1911 und 1912 als Attorney für den State Comptroller tätig.
Politisch gehörte er der Demokratischen Partei an. Bei den Kongresswahlen des Jahres 1912 wurde Dale im vierten Wahlbezirk von New York in das US-Repräsentantenhaus in Washington, D.C. gewählt, wo er am 4. März 1913 die Nachfolge von Frank E. Wilson antrat. Er wurde zwei Mal in Folge wiedergewählt. Am 6. Januar 1919 trat er von seinem Kongresssitz zurück, um eine Ernennung zum Richter am Magistrates’ Court anzutreten.
Er wurde 1929 wieder ernannt und diente dort vom 7. Januar 1919 bis zum 21. Juli 1931. Am 22. Juli 1931 wurde er zum Richter am New York Court of Special Sessions ernannt, eine Stellung, die er bis zu seinem Tod am 17. November 1935 in Bellmore innehatte. Sein Leichnam wurde eingeäschert und die Asche auf dem Fresh Pond Road Crematory in Brooklyn beigesetzt.